# Erik Bergström (fotbollsspelare)
Johan Erik Vitalis Eugén "Backen" Bergström, född 6 januari 1886 i Göteborg, Sverige död 30 januari 1966 i Masthuggs församling, Göteborg, var en svensk amatörfotbollsspelare (försvarare) som var en av spelarna som deltog i Sveriges allra första landskamp, mot Norge i Göteborg, 12 juli 1908. Bergström var sedan uttagen till de svenska fotbollstrupperna i OS i London 1908 och OS i Stockholm 1912. I London var han reserv men 4 år senare i Stockholm spelade Öis-försvararen i båda Sveriges matcher i turneringen.
Bergström, som under sin klubbkarriär tillhörde Örgryte IS och där vann sju SM-guld, spelade under åren 1908–1913 sammanlagt 7 landskamper där han också gjorde 6 mål.
"Backen" Bergström, som fick sitt smeknamn beroende på sin position på planen, var bror till tillika ÖIS- och landslagsspelarna Gustaf och Henrik och ÖIS-spelaren Georg.
Erik Bergström är begravd på Kvibergs kyrkogård i Göteborg.

## Meriter

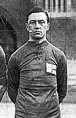
Bergström vid en match mot Nederländerna i juni 1912

### I klubblag
Örgryte IS
- Svensk mästare (7): 1902, 1904, 1905, 1906, 1907, 1909, 1913

### I landslag
Sverige
- Uttagen till OS (2): 1908 (reserv), 1912 (spel i Sveriges båda matcher)
- 7 landskamper, 6 mål

### Webbkällor
- Erik Bergström på Sveriges Olympiska Kommittés webbplats
- Svenska landslagsmän, svenskfotboll.se, läst 2013 01 29
- "Olympic Football Tournament Stockholm 1912", fifa.com, läst 2013 01 29